# Heonjong de Joseon
Heonjong de Joseon (n. 18 iulie 1827, Seul, Dinastia Joseon – d. 6 iunie 1849, Seul, Dinastia Joseon), r. 1834-1849, a fost al 24-lea rege al  Dinastiei Joseon din Coreea. A fost nepotul regelui Sunjo, si mama lui era Regina Sinjeong din clanul Pungyang Jo. Tatal lui era  Printul Munjo, numit portum Ikjong, care a murit la varsta de 21 de ani inainte sa devina rege . Heonjong sa nascuse cu 3 ani inainte mortii lui Munjo.  La vârsta de opt ani, el ajunge la tron dar nu la putere regatul a rămas în mâinile Andong Kim, familia bunicii sale, Regina Sunwon. In 1840, puterea trece la familia mamei sale, in urma persecutiei anticatolice Gihae din 1849.
Heonjong a murit în 1849 fără un moștenitor. El a fost înmormântat la mormântul Gyeongneung.Așa cum era obiceiul, cu  Analele Dinastiei Joseon, Cronica domniei Heonjong a fost întocmita după moartea sa, în 1851. Realizarea croniciide  16 volume a fost supravegheata de Jo In-Yeong.

## Familie
- Tata: Printul Hyomyeong (효명 세자, n.18 septembrie 1809 - d.25 iunie 1830)[1]
- Mama: Regina Sinjeong din clanul Pungyang Jo (신정왕후 조씨, n.1808 - d.17 martie 1890)[2]
- Consoarte:

1. Regina Hyohyeon din clanul Andong Kim (효현왕후 김씨, n.14 martie 1828 - d. 25 august 1843)[3][4]
2. Regina Hyojeong din clanul Namyang Hong (명헌왕후 홍씨, n.22 ianuarie 1831 - d.2 ianuarie 1904)[5]
3. Nobila Consoarta Regala Gyeong din clanul Gwangsan Kim (경빈 김씨)
4. Nobila Consoarta Regala Jeong din clanul Haepyeong Yun (정빈 윤씨)
5. Consoarta Regală Kim din clanul Gimhae Kim clan (숙의 김씨)
  1. Prima Fiica[6]